# Aal Kirke
Aal Kirke er beliggende i byen Oksbøl i Aal Sogn i Sydvestjylland. Kirken blev oprindelig indviet til Sct. Nicolaus.

## Bygningshistorie
Den langstrakte kirke er som de fleste sydvestjyske kirker opført i blandede materialer. De ældste dele stammer fra 1100-tallet og omfatter korets vestligste fag og skibets fire østligste fag. Den er opført på en skråkantsokkel af granit, hvorover man i halv murhøjde har lagt tilhugne granitkvadre. Den øvrige mur op til tagfoden er udført i tufsten, som har været udsmykket med lisener og rundbuefriser, som dog kun er delvis bevarede. Koret har oprindeligt været afsluttet med en apsis på østgavlen. Flere af de oprindelige vinduer er bevaret, enkelte dog tilmurede. I det indre er den oprindelige runde korbue mellem skibet og koret ligeledes i behold. På skibets østvæg, på hver side af korbuen ses oprindelige alternicher.
Antagelig ved midten af 1200-tallet blev østgavlen og apsis nedbrudt, og koret blev forlænget mod øst. Den nye korgavl er uden apsis, men har tre svagt spidsbuede vinduer, der vidner om den nye stil, gotikken. I gavltrekanten over vinduerne ses savtakskifter. Som i de oprindelige dele er det nederste af muren opført i granitkvadre, hvor de buede sten fra apsis er genanvendt. De øvre partier er her dog udførte i munkesten. Senere i middelalderen er koret blev overhvælvet med tre hvælvingsfag, hvorimod skibet har beholdt sit oprindelige bjælkeloft. I sengotikken er skibet blevet forlænget mod vest og tårnet opført. Materialet er også her granitkvadre og munkesten. Tårnet har oprindeligt været højere, men efter en sammenstyrtning fik det sin nuværende afslutning med det høje pyramidespir i 1767, hvilket jernankrene på sidesiden vidner om. I senmiddelalderen er der ligeledes tilføjet våbenhuset på sydsiden og sakristiet på korets nordside. I 1901 blev tårnrummet omdannet til våbenhus med adgang fra en dør mod vest, mens det tidligere våbenhus mod syd indrettedes til ligkapel.
Kirken fremstår i dag med hvidkalkede mure, undtagen granitkvadrene. Tagene er blytækkede, undtagen sakristiet der har røde vingetegl.

## Kalkmalerier
Aal Kirkes største attraktion er uden tvivl de romanske kalkmalerier, der hører blandt de bedste i Danmark. De kan dateres til begyndelsen af 1200-tallet. Som mange andre steder blev de overkalket engang efter reformationen, men 1886 blev de genfundet af arkitekten Vilhelm Ahlmann. De blev efterfølgende restaureret af Jacob Kornerup, som nok var tro mod motiverne, men måske ikke helt i farvevalget. De blev restaureret igen i 1925 af Eigil Rothe, som tidligere havde beskrevet dem i Årbog for nordisk oldkyndighed og historie i 1908. Kalkmaleriernes motiver omhandler to historier. Hovedmotivet er legenderne om kirkens skytshelgen Sankt Nikolai. Dernæst findes der fragmenter af en i europæisk sammenhæng unik rytterfrise, berømt som "Rytterkampfrisen i Ål".

### Sankt Nikolais helgenlegende
- Kalkmaleri på skibets nordvæg med scener fra Sankt Nikolais helgenlegende. Her ses til venstre Nikolai, der møder kroværten, der er bevæbnet med en økse, og dennes kone. Til højre ses kroværten i færd med at slå tre unge gejstlige ihjel. Imellem de to scener ses gryden, hvori ligene skal koges.
- Nikolai genopliver med Guds hjælp de tre gejstlige fra døden. Man ser Vorherres hånd række ned fra oven.
- Nikolai kaster penge ind til naboen, som på grund af fattigdom vil sælge sine døtre til prostitution.

På skibets nordvæg omhandler den øverste billedfrise Sankt Nikolais helgenlegende. Nikolai var de søfarendes skytshelgen, og til ham var Ål Kirke viet i den katolske tid. Helgenlegender om ham hørte blandt de særligt skattede i den tidlige middelalder. Nordmurens første scene viser den unge Nikolais dåb. Herefter følger historien om ham, som de rejsendes beskytter. Tre unge gejstlige har indlogeret sig hos en øksebevæbnet krovært. Om natten bliver de tre slået ihjel af værten, mens dennes kone stjæler deres pengepunge. Der er allerede tændt op under den gryde, hvor de tre lig skal koges. Men de tre bliver genoplivet af Nikolai bistået af Guds hånd, der rækker ned fra himlen.

## Inventar
Kirkens inventar er i nogen grad præget af tilhørsforholdet til herregården Hesselmed, der ligger i Ål Sogn.
- Gavlen på herskabsstolen fra 1580 med Elsebe Svaves våbenskjold og initialer.
- Prædikstolen fra 1637
- Den meget enkle cylinderformede døbefont

- Stolestader. Herremandens stolestader udgøres af den forreste bænk i begge sider. De er fra 1580 og er bekostet af Hesselmeds ejer Elsebe Pedersdatter Svave. Hendes våbenskjold, initialerne ES samt årstallet 1580 ses udskåret på gavlen på nordre bænk. På den søndre bænk ser man våbenskjold, initialer og samme årstal for hendes afdøde mand Vincents Juel. Han led druknedøden på en rejse fra Norge året forinden. De lidt yngre korstole er ligeledes udstyret med navnetræk. De øvrige stolestader er fra moderne tid.
- Prædikestolen er i overgangsstil mellem renæssance og barok. Den blev bekostet af Hesselmeds ejer Christen Lange i 1637. I arkadefelterne ses Kristus flankeret af Paulus og evangelisterne med deres symboler.
- Alteret udgøres i dag af middelalderligt alterbord muret i granitkvadre, hvorpå står en moderne skulptur af Jesus på æslet. På bordet stod tidligere en umalet kopi af kirkens gamle korbuekrucifiks fra omkring år 1200, som siden 1938 har befundet sig i Nationalmuseet. Kopien, der er et udmærket stykke træskærerarbejde fra 1968, er nu ophængt på nordvæggen ved siden af alteret. Ligeledes på nordvæggen, i det næste fag, ses en række gotiske træfigurer, der er brudstykker af den tidligere gotiske altertavle fra 1400-tallet.
- Kirkeskibet udgøres af en 1 meter lang navnløs orlogsfregat, med sort skrog og hvidmalede kanonporte. Skibet blev bygget og givet af lærer og redaktør N. P. Kjelst i Varde og er ophængt i begyndelsen af 1890'erne. Skibet er blevet repareret før 1925, og igen i 1950. Giveren hensatte 100 kr. på en bankbog i Varde Bank til vedligeholdelsen[2].
- Kirkens glasmosaikvinduer er fra 1971 og er udført af kunstneren Jens Urup.

## Eksterne kilder og henvisninger
- Trap Danmark, 4. udgave, 8. bind s. 483. København 1926.
- Politikens bog om Danmarks kalkmalerier. Axel Bolvig. Politikens Forlag, København 2002
- Politikens bog om Danmarks Kirker. Niels Peter Stilling. Politikens Forlag, København 2004
- Henningsen, Henning 1958: Kirkeskibe i Ribe Amt. Fra Ribe Amt 1958 s. 353-369.
- Ål Kirke hos denstoredanske.dk
- Aal Kirke hos KortTilKirken.dk
- Ål Kirke i bogværket Danmarks Kirker (udg. af Nationalmuseet)
- Gravsteder på Aal Kirkegård (Ål Kirkegård)